# 3,7 cm KPÚV vz. 37
Il 3,7 cm KPÚV vz. 37 (in ceco: kanón proti útočné vozbě, cannone anticarro), per l'azienda Škoda A4, fu un cannone anticarro sviluppato dalla Škoda per l'esportazione e per l'esercito cecoslovacco prima della seconda guerra mondiale.

## Storia
Il design originale dell'arma non era molto moderno: lo scudo quasi verticale e le ruote a raggi in legno ricordavano più un'arma della prima guerra mondiale, ma la bocca da fuoco era relativamente potente e non temeva il confronto con altre armi anticarro dell'epoca. Sviluppato per il mercato estero, il cannone venne adottato dal Reale Esercito Jugoslavo e anche dall'esercito cecoslovacco. In seguito all'occupazione tedesca della Cecoslovacchia nel marzo 1939, parte dei pezzi cecoslovacchi in servizio furono trasferiti alla Wehrmacht come preda bellica, altre furono ereditate dall'esercito della Repubblica Slovacca dopo la dichiarazione di indipendenza.
La produzione dell'arma cessò immediatamente dopo l'occupazione in favore di armi più potenti. Nel primo periodo della guerra l'arma fu utilizzata nel servizio di prima linea, ma in seguito fu rapidamente sostituita dai cannoni anticarro d'ordinanza tedeschi da 3,7 cm e i pezzi di preda bellica vennero destinati alle unità di seconda linea e all'artiglieria costiera. La variante da carro armato Škoda 3,7 cm A7 venne utilizzata come armamento principale per i veicoli corazzati del progettazione ceca.

## Nomenclatura tedesca
- 3,7 cm Panzerabwehrkanone 37(t) - in tedesco: "cannone anticarro modello 37 (cecoslovacco) calibro 3,7 cm". Denominazione dei pezzi di preda bellica cecoslovacca.
- 3,7 cm Panzerabwehrkanone 156(j) - in tedesco: "cannone anticarro modello 156 (jugoslavo) calibro 3,7 cm". Denominazione dei pezzi catturati al Reale Esercito Jugoslavo dopo l'invasione del 1941.